# Batalha de Kraśnik
- Este artigo foi inicialmente traduzido, total ou parcialmente, do artigo da Wikipédia em inglês cujo título é «Battle of Kraśnik».

A Batalha de Kraśnik foi uma batalha da Frente Oriental da Primeira Guerra Mundial, travada entre 23 e 25 de agosto de 1914, na província da Galícia e áreas adjacentes, no Império Russo e norte da Áustria (atual Polônia). O 1º Exército Austro-húngaro enfrentou e derrotou o 4º Exército Russo. Foi a primeira vitória da Áustria-Hungria na Primeira Guerra Mundial. Como resultado, o comandante do 1º Exército, General Viktor Dankl, foi ( Brevemente )  louvado como um herói nacional pelo seu sucesso. A batalha foi também o primeiro de uma série de confrontos entre a Áustria-Hungria e a Rússia ao longo de toda a frente da Galícia.

## Início
A batalha ocorreu logo após o início das hostilidades na Frente Oriental . No Oriente, no final de Agosto e no início de Setembro de 1914 foram caracterizados por uma série de pequenos combates entre as Potênias Centrais, a Áustria-Hungria e Alemanha, e os Aliados, a Sérvia e a Rússia. Ambos os lados se apressaram em mobilizar os seus exércitos e impulsioná-los uns contra os outros precipitadamente, a fim de proteger as suas fronteiras e avançar sobre território inimigo o mais cedo possível. A maioria dos primeiros confrontos resultaram em vitórias russas e sérvias. Em 23 de agosto as forças russas tinham avançado em 80Km na Prússia, que fazia parte do Império Alemão. Áustria-Hungria tinha feito progressos mínimos na Rússia e na Polônia, ocupando a cidade de Miechów, sem oposição inimiga, em 20 agosto.
Durante este período, o Primeiro Exército antecipou ordens emitidas Chefe do Estado-Maior austro-húngaro, Franz Conrad von Hötzendorf, para continuar avançando em direção a Lublin e a Brest-Litovsk, na Rússia e na Polônia, a fim de fazer contato com o inimigo e alcançar a cidade estratégica de Varsóvia - e a ferrovia de Kiev. O Primeiro Exército se deslocou do leste do rio Vístula e atravessou o rio São, no extremo noroeste no canto do Império Austro-Húngaro. O Primeiro Exército foi acompanhado pelo Exército austro-húngaro, em seu quarto flanco oriental. Ao mesmo tempo o comandante russo Nikolai Ivanov tinha ordenou o quarto e quinto exércitos russos à invadir a Áustria-Hungria, no norte. Viktor Dankl do Primeiro Exército e suas tropas iriam lutar com Baron Salza do Quarto Exército Russo, em Kraśnik, enquanto o Quarto Exército russo encontrou-se com o quinto exército austro-hungáro na Batalha de Komarów. Essas manobras se tornaram parte de uma grande batalha, a Batalha da Galícia.

## Batalha

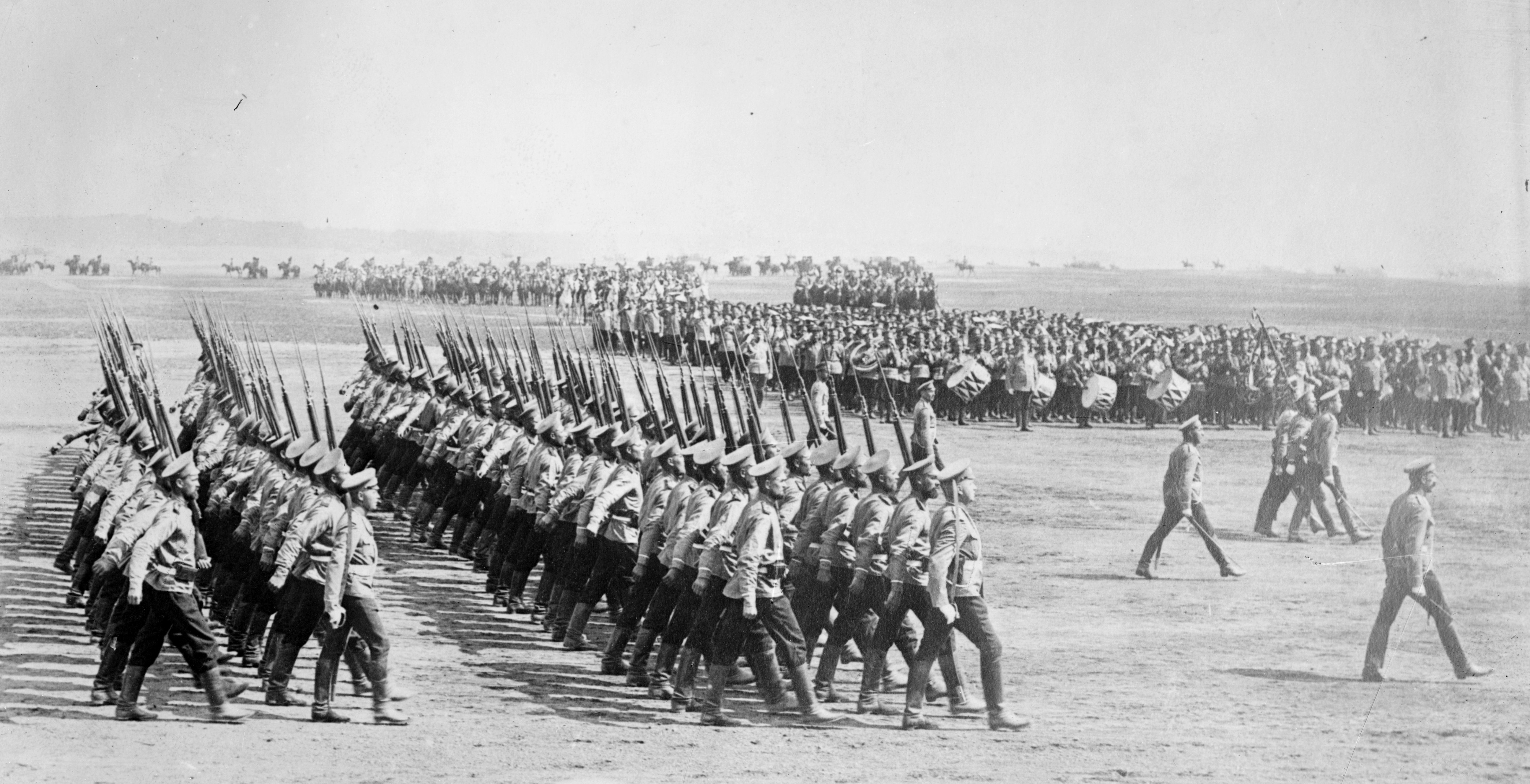
Infantaria russa marchando.

Na batalha de Kraśnik, as forças austro-hungáras tinham duas principais vantagens sobre os seus adversários Russos: números superiores e um melhor posicionamento estratégico. Dankl e o Primeiro Exército desfrutavam de uma vantagem numérica de dez infantarias e meia e duas divisões de cavalaria. Barão de Salza, O Chefe do Estado-Maior que dava ordens para o Primeiro Exército Russo estava agravado com a superioridade austro-hungára, por que eles tinham uma concentração maior do que Ivanov e o Chefe do Estado-Maior russo, general Alexeyev, haviam esperado.
Em 22 de agosto Alexeyev teve ordens emitidas para o seu quarto e quinto Exércitos em uma tentativa de melhorar a sua posição. Embora estas ordens teriam salvado o Quarto exército elas seriam muito piores a partir de uma possível derrota, Alexeyev não conseguiu mudar o quase pré-ordenado desfecho da batalha. A batalha começou para poucos dias seguintes. Posições de longo prazo nunca foram construídas deste exército, não foi capaz de aproveitar o tempo para fazer trincheiras pois a batalha envolveu um grande volume de cavalaria lutando uma vez que ambos os lados tinham cinco cavalarias e meia.

## Resultado
Uma vez encaminhados os russos começaram um retiro para Lublin com o também derrotado Quinto Exército russo, que tinha perdido a batalha de Komarów. O vitorioso exército Austro-Húngaro, infligiu perdas adicionais sobre os russos. Dankl em 1917 seria honrado com o alto prestígio de Comandantes Cruz da Ordem Militar de Maria Teresa, o que automaticamente lhe conferia uma baronia como Freiherr von Dankl; em 1918 foi ainda nomeado para o título da contagem e tomou o título de Graf Dankl von Krasnik. Seu desempenho entregue pelo Império Austro-Húngaro a sua primeira vitória na Guerra Mundial I. No entanto o seu tempo como um herói nacional seria de curta duração; Dankl viria a ser pressionado a se retirar para Cracóvia. Mais tarde na guerra iria ser estacionado na frente da Itália, onde iria servir com muito menos distinção. A batalha de Krasnik tinha detonado uma reação em cadeia de compromissos ao longo da extensa frente de Galiza, incluindo a ação em Lemberg, na qual seria referida como a batalha da Galiza. Ao contrário do sucesso desfrutado pelo Krasnik, os austro-húngaros que acabará de ter uma série de derrotas para o exército russo. Em 11 de setembro eles foram forçados a abandonar este canto de seu império para uma posição mais segura mais a sul e oeste, para além do rio San.
Em um nível mais individual, a batalha não foi apenas um momento-chave na carreira de Dankl mas no de cima de um oficial de cavalaria finlandês de ascendência aristocrática, Carl Gustaf Mannerheim. Separar Mannherheim levou a Brigada de Cavalaria da Guarda, a uma unidade anexa à Salza do Quarto Exército russo. Ele foi premiado com a espada de São Jorge pelo seu papel no Krasnik e mais tarde seria descoberto que ele estaria envolvido com diversos outros compromissos na Batalha de Galiza.